# ERT3
EPT3 (греч. Ελληνική Ραδιοφωνία Τηλεόραση 3) — греческий государственный региональный информационно-развлекательный телеканал. Входит в EPT.

## История

### ЕТ 3 (1988 - 2015)
Запущен 14 декабря 1988 года под названием ET3. 11 июня 2013 года Совет Министров Греческой Республики принял решение о расформировании ERT, вещание ЕТ3 через спутниковое телевидение, IPTV и через цифровое телевидение в большинстве регионов было прекращено. Сотрудники телеканала по-прежнему неофициально передать ЕТ3 через Интернет и через цифровое телевидение в части регионов в рамках движения ERT Open, протестуя против закрытия общественного телевидения и производства гражданской журналистики.

### ЕРТ 3 (с 2015)
11 июня 2015 года возобновил вещание через спутниковое телевидение, IPTV и цифровое телевидение в большинстве регионов под названием ЕРТ 3.

## ЕРТ 3 Фессалоники
Генеральная дирекция "ЕРТ 3 Фессалоники" (Γενική Διεύθυνση ΕΡΤ3 - Θεσσαλονίκη) является единицей в рамках ЕРТ, не входящей ни в одну из двух других основных генеральных дирекций, включает в себя Дирекцию программ (Διεύθυνση Προγράμματος) (2 отдела производят программы для телеканала ЕРТ 3, два отдела - для двух радиостанций) и Службу новостей и информации (Υποδιεύθυνση ειδήσεων και ενημέρωσης). EPT3 осуществляет телевизионное вещание из Салоник и представляет собой греческий телеканал с крупнейшей региональной сетью.  Отдельные региональные студии действуют в городах Флорина, Комотини, Александруполис и на островах Парос, Лесбос и Самос. На современном этапе телеканал имеет партнерские отношения с каналами на Балканах и в России для взаимного обмена программами.

### Телеканалы
- ЕРТ 3 - информационно-развлекательный канал

### Радиостанции
- 102 FM - развлекательная радиостанция
- 95.8 FM - развлекательная радиостанция (ранее - информационно-развлекательная)

### Международные радиостанции
- Τρίτο Πρόγραμμα στα Βραχέα - международная радиостанция